# Cyndi Wood
Pour les articles homonymes, voir Wood.
Marilyn Cole Marilyn Lange
Cynthia Lynn Wood (Cyndi Wood) est une actrice et modèle de charme américaine. 
Elle est connue en tant que playmate du magazine Playboy en février 1973, et fut ensuite désignée comme Playmate de l'Année 1974.

## Biographie
Cyndi est née dans une famille liée au monde du spectacle, sa mère était actrice et son père directeur d'une société d'enregistrement musical. Elle a appris très tôt le chant, la musique et la danse. 
Ses photos de playmate furent prises par Pompeo Posar. Lors de son élection comme Playmate de l'Année, elle reçut en cadeau un coupé Mercedes-Benz 450SL. 
Entre août 1973 et juillet 1976, elle fit 5 fois la couverture du magazine (un record) : en août 1973, janvier et juin 1974, avril 1975 et juillet 1976 - le numéro de juin 1974, en trois volets, célébrait les vingt ans de Playboy.
Cyndi Wood est apparue dans le film Apocalypse Now où elle tient le rôle d'une playmate en tournée au Vietnam auprès des soldats américains, situation inspirée par la venue réelle en 1966, pendant la guerre, de la playmate Jo Collins. 
Elle fut une des 11 Playmates de l'Année présentes en septembre 1979, lors de la grande fête organisée pour les 25 ans du magazine au Manoir Playboy de Los Angeles, qui au total rassembla 136 playmates. 
Elle est en 1983, l'interprète de la chanson "Pray for you", générique du film d'animation Golgo 13, et de "Golgo 13 and I". La production japonaise qui n'avait pas manqué de la voir dans Apocalypse Now voulaient associer au célèbre personnage de tueur à gages multipliant les conquêtes amoureuses une célèbre playmate. Un personnage féminin majeur du film d'animation, blonde et sexuée également, s'appelle d'ailleurs Cindy.
Elle s'est mariée sur le tard, à 42 ans, avec un ingénieur du son, et est devenue auteur, compositeur et interprète tout en poursuivant des études de psychologie.

## Apparitions dans les numéros spéciaux dePlayboy
- Playboy's Girls of Summer (1983)
- Playboy's Playmates - The Second Fifteen Years (1984)
- Playboy's Cover Girls (1986)
- Playboy's Playmates of the Year Novembre-Décembre 1986
- Playboy's Wet & Wild Women Juillet-Août 1987
- Playboy's Holiday Girls Novembre-Décembre 1987
- Playboy's Nudes Décembre 1991
- Playboy's Calendar Playmates (Novembre 1992)
- Playboy's Pocket Playmates v1n4 (1976-1971) 1996
- Playboy's Facts & Figures Octobre 1997
- Playboy's Book of Lingerie Novembre-Décembre 1998
- Playboy's Celebrating Centerfolds Vol. 3 (Septembre 14, 1999)
- Playboy's Centerfolds Of The Century (Avril 2000)
- Playboy's Playmates of the Year Décembre 2000

## Filmographie
- Apocalypse Now (1979) .... Playmate of the Year
- Van Nuys Boulevard (1979) .... Moon
- Three on a Date (1978) (TV) .... Hôtesse
- Strange New World (1975) (TV) .... Araba
- Shampoo (1975) .... Une cliente